# Geometria solida costruttiva
La geometria solida costruttiva, abbreviata spesso in CSG, è un modello di rappresentazione di oggetti 3D, di tipo volume-based.
In questo approccio le forme vengono costruite a partire da una famiglia di solidi geometrici elementari, che vengono chiamati primitive, come ad esempio il parallelepipedo, il cilindro, la sfera, il cono, il toro.
Per poter costruire volumi complessi a partire da questi volumi elementari si fa uso di operazioni booleane, che derivano dalle operazioni sugli insiemi:
- Somma (unione)
- Sottrazione (differenza)
- Intersezione

Il procedimento che porta ad ottenere il solido finale può essere organizzato in uno schema, chiamato albero CSG: ogni foglia rappresenta un solido e ad ogni nodo corrisponde un'operazione booleana, mentre in cima troviamo l'oggetto finale.